# Коновщина
Коновщина — упразднённая деревня в городском округе город Лесосибирск Красноярского края России. Исключена из учётных данных в 1997 году, фактически включена в состав посёлка Стрелка.

## География
Деревня располагалась на правом берегу протоки Ангарская реки Енисей. Ныне представляет собой юго-западную часть посёлка Стрелка.

### Климат
Климат умеренно континентальный, характеризуется резкими перепадами температур, как в течение суток, так и в течение года, а также продолжительной холодной зимой и коротким, довольно жарким, летом. В зимнее время над поверхностью формируется устойчивый Сибирский антициклон, обусловливающий ясную и морозную погоду со слабыми ветрами. Континентальность климата обеспечивает быструю смену зимних холодов на весеннее тепло. Однако низменный рельеф способствует проникновению арктического антициклона. Его действие усиливается после разрушения сибирского антициклона с наступлением теплого периода. Поэтому до июня бывают заморозки. Летом развивается циклональная деятельность на арктическом фронте, северные ветра приносят холодный воздух. Средняя за зиму высота снежного покрова 58 см, максимальная в защищенном месте — 72 см. Снежный покров наблюдается 187 дней в году..

## История
По данным на 1926 год деревня состояла из 33 хозяйств. В административном отношении входила в состав Стрелковского сельсовета Енисейского района Красноярского округа Сибирского края.

## Население
По данным переписи 1926 года в деревне проживало 152 человека (75 мужчин и 77 женщин), основное население — русские.